# 绒毛苓菊
绒毛苓菊（学名：Jurinea lanipes）为菊科苓菊属的植物。分布于天山西部及帕米尔地区以及中国大陆的新疆等地，生长于海拔1,900米至2,840米的地区，多生长于草原，目前尚未由人工引种栽培。